# 2010年亞洲運動會水球比賽
2010年亞洲運動會水球比賽于2010年11月15日至25日在天河游泳馆举行，设2各小项（男子项目、女子项目）。

## 各國獎牌榜
| 排名 | 国家／地区  | 金牌 | 银牌 | 铜牌 | 總數 |
| ---- | ----------- | ---- | ---- | ---- | ---- |
| 1    | 中国（CHN） | 1    | 1    | 0    | 2    |
| 1    | （KAZ）     | 1    | 1    | 0    | 2    |
| 3    | 日本（JPN） | 0    | 0    | 1    | 1    |
| 3    | （UZB）     | 0    | 0    | 1    | 1    |
| 總計 | 總計        | 2    | 2    | 2    | 6    |

## 各項成績
| 項目     | 金牌 | 银牌 | 铜牌 |
| 男子水球 | （KAZ） · 阿列克谢·潘菲利 · 阿扎马特·茹伦别托夫 · 拉维尔·马纳福夫 · 鲁斯塔姆·乌库曼诺夫 · 罗曼·皮利片科 · 米哈伊尔·鲁达伊 · 穆拉特·沙克诺夫 · 尼古拉·马克西莫夫 · 谢尔盖·古巴廖夫 · 亚历山大·阿克肖诺夫 · 亚历山大·盖杜科夫 · 亚历山大·什韦多夫 · 叶夫根尼·日利亚耶夫 | 中国（CHN） · 葛伟青 · 郭均良 · 韩志东 · 黄美才 · 江斌 · 李斌 · 梁仲兴 · 潘宁 · 谭飞虎 · 王贝铭 · 王洋 · 谢俊敏 · 余利君 | 日本（JPN） · 筈井翔太 · 柳濑彰良 · 棚村克行 · 青柳冠 · 若松弘树 · 小林幸司 · 盐田义法 · 伊礼宽 · 永田敏 · 长沼敦 · 志贺光明 · 志水祐介 · 竹井昂司 |
| 女子水球 | 中国（CHN） · 何金 · 刘萍 · 马欢欢 · 宋冬伦 · 孙惠子 · 孙雅婷 · 孙玉君 · 滕飞 · 王毅 · 王莹 · 杨珺 · 张蕾 · 张薇薇 | （KAZ） · 阿西姆·穆萨罗娃 · 艾然·阿基尔巴耶娃 · 安娜·图罗娃 · 安娜·祖布科娃 · 加林娜·雷托娃 · 卡米拉·扎基罗娃 · 利利娅·法拉列耶娃 · 玛丽娜·格里岑科 · 纳塔利娅·舍佩林娜 · 亚历山德拉·图罗娃 · 叶卡捷琳娜·加里耶娃 · 叶连娜·切博托娃 · 扎米拉·梅尔扎别科娃 | （UZB） · 乌兹别克斯坦 阿德利娜·济努罗娃 · 阿纳斯塔西娅·斯科夫平娜 · 安娜·普柳索娃 · 安娜·舍格洛娃 · 奥莉加·马约罗娃 · 季阿娜·达达巴耶娃 · 拉米利娅·哈利科娃 · 纳塔利娅·普柳索娃 · 亚历山德拉·萨兰恰 · 叶夫根尼娅·伊万诺娃 · 叶连娜·杜哈诺娃 · 叶谢尼娅·皮夫托 · |